# Nadryby
Nadryby település Csehországban, a Észak-plzeňi járásban. Nadryby Chrást, Dolany, Hromnice, Břasy, Smědčice és Bušovice településekkel határos. Lakosainak száma 135 fő (2024. január 1.).

## Népesség
A település lakosságának változását az alábbi diagram mutatja:
| Lakosok száma | 246  | 263  | 282  | 212  | 131  | 106  | 124  | 125  | 135  | 135  |
|               | 1869 | 1900 | 1921 | 1961 | 1980 | 2011 | 2016 | 2019 | 2021 | 2024 |